# Port-Jérôme-sur-Seine
Port-Jérôme-sur-Seine is een gemeente in het Franse departement Seine-Maritime (regio Normandië). De plaats maakt deel uit van het arrondissement Le Havre. Port-Jérôme-sur-Seine is op 1 januari 2016 ontstaan door de fusie van de gemeenten Auberville-la-Campagne, Notre-Dame-de-Gravenchon, Touffreville-la-Cable en Triquerville.